# Raiffeisen Versicherung
Die Raiffeisen Versicherung (bis 1975: Raiffeisen Lebensversicherung AG bzw. bis 2016: Raiffeisen Versicherung AG) wurde 1969 als erster österreichischer Bankenversicherer von der Raiffeisen Bankengruppe gegründet. Mit 1. Oktober 2016 wurde die Raiffeisen Versicherung AG als selbständige Firma im Firmenbuch gelöscht und vollständig in die UNIQA Österreich Versicherungen AG fusioniert. Der Name Raiffeisen Versicherung bleibt als Vertriebsmarke von UNIQA in Österreich weiterhin erhalten. Die Produkte werden österreichweit ausschließlich den Kunden der Raiffeisenbanken angeboten. 2016 wurden im Bankenvertrieb 1,3 Millionen Kunden mit 1,8 Millionen Verträgen betreut.

## Geschichte
Die Raiffeisen Lebensversicherung AG wurde am 17. Juni 1969 von der österreichischen Raiffeisen Bankengruppe gegründet. Zum 1. Jänner 1970 wurde die Geschäftstätigkeit mit Lebensversicherungen aufgenommen. 1975 erfolgte der Einstieg in die Unfallversicherungssparte. In den 1980er Jahren entschied man sich, auch Kfz-Versicherungen anzubieten.
Die Raiffeisen Versicherung gehörte ab 1990 zu den größten 10 Versicherern Österreichs. 1993 erwarb die Raiffeisen Bankengruppe die Mehrheit an der Bundesländer-Versicherung. Die Raiffeisen Versicherung wurde deren Tochtergesellschaft. Beide Gesellschaften (Bundesländer- und Raiffeisen Versicherung) behielten ihre Eigenständigkeit. Ebenfalls 1993 wurde die Raiffeisen Versicherung erstmals größter Lebensversicherer Österreichs. Der Sprung an die Spitze gelang abermals im Jahr 1997, und bis 2000 führte der Bankenversicherer das Ranking der Lebensversicherer nach Prämienvolumen in ununterbrochener Reihenfolge an, unter Vorstandsvorsitzenden Christian Sedlnitzky (1986–2010).
1997 wurde die BARC-Gesellschaft als Konzern-Holding aus der Bundesländer-, Austria-, Raiffeisen- und Collegialität-Versicherung gegründet. Im März 1998 wurde vom Aufsichtsrat der Beschluss zur Neustrukturierung der BARC-Gruppe und zum Ausbau der Raiffeisen Versicherung zum Allspartenversicherer getroffen. Am 5. November 1999 erfolgte der Marktauftritt des neu strukturierten BARC-Konzerns unter dem neuen Namen UNIQA.
Ab April 2000 wurden von der Raiffeisen Versicherung eigene Sachversicherungen für das Privatkundengeschäft (ausgenommen Steiermark) angeboten.
Mit 1. Oktober 2016 erfolgte die Verschmelzung der Raiffeisen Versicherung AG mit der Uniqa Österreich Versicherung. Die Marke „Raiffeisen Versicherung“ bleibt als Vertriebsmarke erhalten.

## Management & Geschäftsbereiche
Sabine Pfeffer ist Mitglied des Vorstandes UNIQA Österreich, Kunde & Markt Bank Österreich und verantwortlich für die Vertriebsmarke Raiffeisen Versicherung. Über die Vertriebsmarke Raiffeisen Versicherung werden Produkte aus den Sparten Leben, Unfall, Kfz, Wohnung/Eigenheim, Rechtsschutz und Gesundheitsvorsorge angeboten. Für Unternehmen werden auch betriebliche Vorsorgelösungen angeboten.

## Auszeichnungen
Raiffeisen Versicherung wurde mit folgenden Preisen ausgezeichnet.
- M&M Rating: Führendes Analysehaus in der Versicherungsbranche. Die Raiffeisen Versicherung hat die Bestnote für „Meine Berufsunfähigkeits-Pension“ erhalten.

- World Finance Global Insurance Awards: Finanzmagazin, das alle zwei Monate in Großbritannien produziert und weltweit verbreitet wird. Mit „Meine Raiffeisen Pension“ erhielt die Raiffeisen Versicherung 2014 die Auszeichnung als „Bester Lebensversicherer in Österreich“.

- Konsument: Der Verein für Konsumenteninformation (VKI) hat in seinem Magazin Konsument (Heft 2/2014) Risiko-Ablebensversicherungen getestet. Der entsprechende Tarif der Raiffeisen Versicherung wurde mit „gut“ bewertet.

- Recommender: Auszeichnung des Finanz-Marketing Verbandes Österreich (FMVÖ). Mit diesem Preis werden die besten Finanzdienstleister Österreichs ausgezeichnet. 2013 wurde die Raiffeisen Versicherung mit dem Recommender-Award für „exzellente Kundenorientierung“ ausgezeichnet.